# 绍尔日
绍尔日（法語：Chorges，發音：[ʃɔʁʒ]），法国东南部城市，普罗旺斯-阿尔卑斯-蔚蓝海岸大区上阿尔卑斯省的一个市镇，隶属于加普区，其市镇面积为53.34平方公里，2022年1月1日时人口数量为3,106人，在法国市镇中排名第3,637位。
绍尔日位于上阿尔卑斯省中南部，迪朗斯河谷右岸，靠近塞尔蓬松湖，韦讷－布里扬松铁路由此通过，是一个区域性的中心城市，法国大革命期间曾为上阿尔卑斯省的省会。

## 地名来源
“Chorges”一名最初以拉丁语“Caturigomagus”的形式被记载，该名称与古典时期活动于此的卡图里日人有关。
绍尔日所处区域历史上曾通行奥克语维瓦赖-阿尔卑斯方言，“Chorges”在传统奥克语中拼写为“Chòrjas”，其对应的奥克语维基百科条目拼写为“Chorge”，在Openstreetmap中则被标记为“Chòrges”。

## 历史

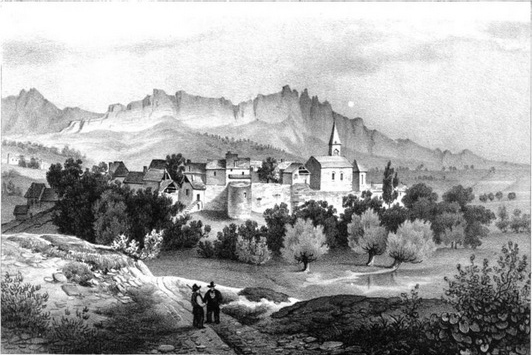
19世纪初的绍尔日（绘画）

根据尤利烏斯·凱撒在《高卢战记》中的论述，绍尔日所在的迪朗斯河上游河谷地区在古典时期为卡图里日人的活动范围。而有确切记载的绍尔日城市建设史则始于公元1121年，彼时当地建成了圣维克多教堂，其附近逐渐形成聚落。此后，绍尔日城市四周筑起了城墙，其主城门“莱苏雄门”（Porte des Souchons）于公元14世纪建成。1548年，绍尔日镇中心兴建了大型喷泉作为当地的居民用水来源。宗教战争期间，弗朗索瓦·德·博纳·德·莱迪吉埃曾于1585年率兵攻占绍尔日。法国大革命后，绍尔日成为上阿尔卑斯省的一个市镇，并在1790年3月至7月间为该省的省会。19世纪中期，途径绍尔日的韦讷－布里扬松铁路分段陆续建成通车。20世纪60年代，随着塞尔蓬松湖水库的建成，原尚特卢布大桥及沿迪朗斯河岸修建的多处建筑被淹没。20世纪末，随着旅游和养老业的发展，当地常住人口数量有所增加。

## 地理

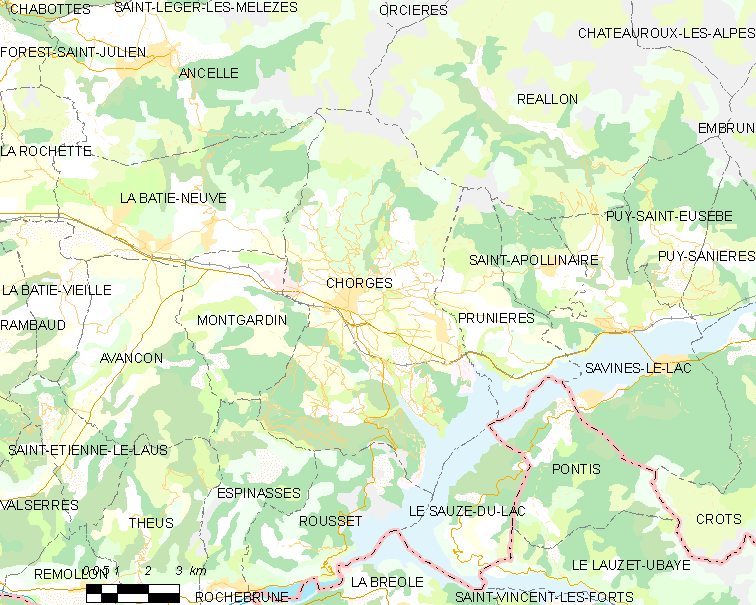
绍尔日市镇范围地图

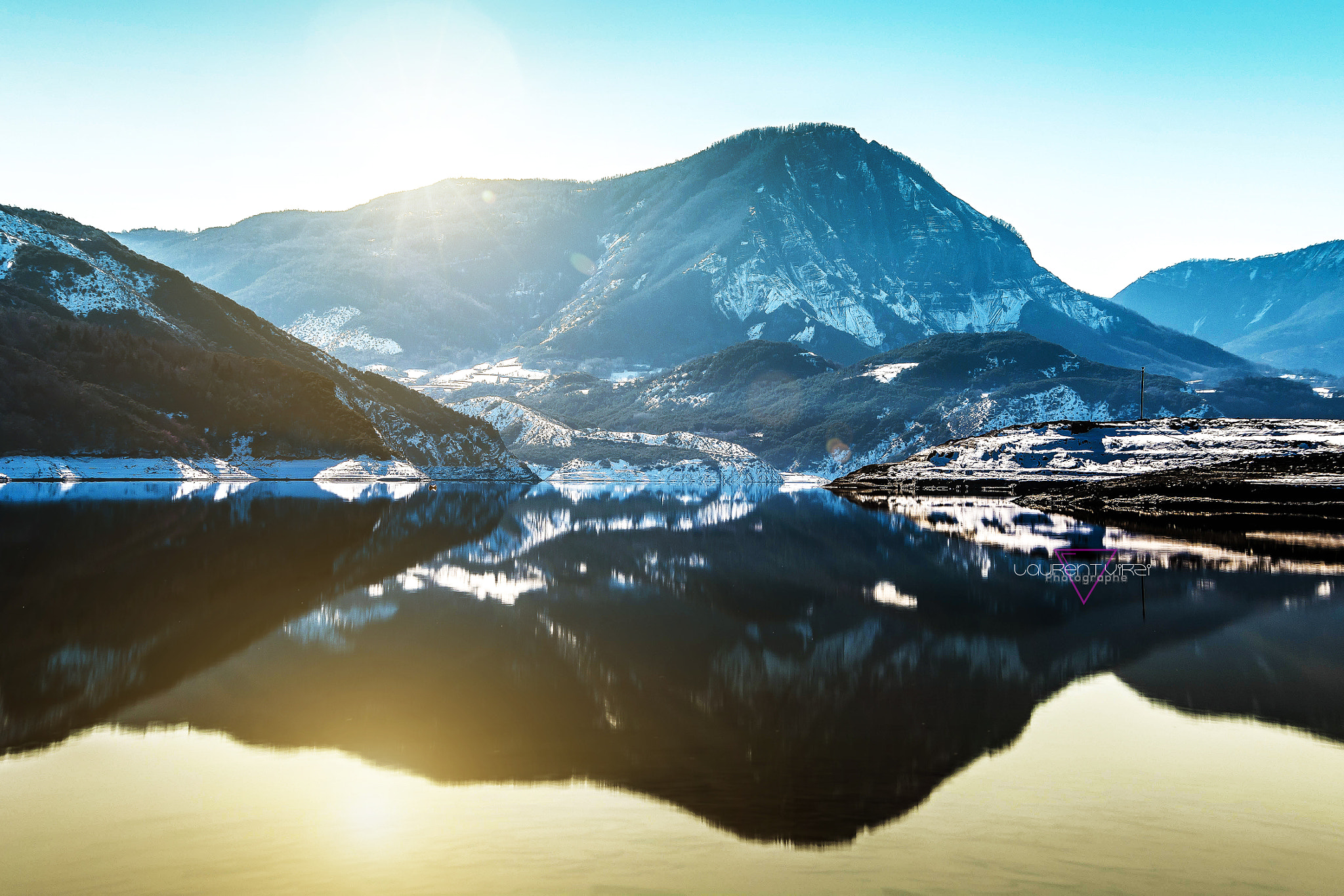
绍尔日附近的塞尔蓬松湖

绍尔日位于法国东南部，普罗旺斯-阿尔卑斯-蔚蓝海岸大区北部和上阿尔卑斯省中南部，距离省会加普大约17公里。与绍尔日接壤的市镇包括：昂塞勒、雷阿隆、蒙加尔丹、新拉巴蒂、埃斯皮纳斯、普吕尼耶尔、鲁塞、滨湖勒索兹和蓬蒂。

### 地形
绍尔日位于埃克兰山南麓腹地，境内以丘陵和山地为主，市镇中心地势较为平坦，全境海拔在773到2,510米之间。

### 水文
绍尔日位于罗讷河流域范围内，其左岸一级支流迪朗斯河干流自东向西流经境内南界，该河绍尔日附近的河段被水坝截断，形成塞尔蓬松湖。迪朗斯河右岸支流穆莱特沟（Torrent des Moulettes）自北向南流经绍尔镇中心。

### 植被
绍尔日属于针叶林区，低海拔地区则有阔叶林分布，林地主要分布于山麓地区。
在鲜花城市的评比中，绍尔日被评为2星级鲜花城市。

### 气候
绍尔日在柯本气候分类法中属于山地气候。
距离绍尔日最近的常年气象站位于昂布兰境内，以下为该气象站的数据：
| 昂布兰 1981年－2022年 | 昂布兰 1981年－2022年 | 昂布兰 1981年－2022年 | 昂布兰 1981年－2022年 | 昂布兰 1981年－2022年 | 昂布兰 1981年－2022年 | 昂布兰 1981年－2022年 | 昂布兰 1981年－2022年 | 昂布兰 1981年－2022年 | 昂布兰 1981年－2022年 | 昂布兰 1981年－2022年 | 昂布兰 1981年－2022年 | 昂布兰 1981年－2022年 | 昂布兰 1981年－2022年 |
| 月份                  | 1月                   | 2月                   | 3月                   | 4月                   | 5月                   | 6月                   | 7月                   | 8月                   | 9月                   | 10月                  | 11月                  | 12月                  | 全年                  |
| --------------------- | --------------------- | --------------------- | --------------------- | --------------------- | --------------------- | --------------------- | --------------------- | --------------------- | --------------------- | --------------------- | --------------------- | --------------------- | --------------------- |
| 历史最高温 °C（°F）   | 19 (66)               | 21.5 (70.7)           | 24.3 (75.7)           | 28.4 (83.1)           | 32.3 (90.1)           | 38.4 (101.1)          | 36.7 (98.1)           | 36.1 (97.0)           | 33.5 (92.3)           | 27.5 (81.5)           | 22.5 (72.5)           | 17.7 (63.9)           | 38.4 (101.1)          |
| 平均高温 °C（°F）     | 6.8 (44.2)            | 8.4 (47.1)            | 12.4 (54.3)           | 15.2 (59.4)           | 19.7 (67.5)           | 23.8 (74.8)           | 27.3 (81.1)           | 27 (81)               | 22.3 (72.1)           | 17.1 (62.8)           | 10.8 (51.4)           | 7.1 (44.8)            | 16.5 (61.7)           |
| 日均气温 °C（°F）     | 2 (36)                | 3 (37)                | 6.5 (43.7)            | 9.3 (48.7)            | 13.6 (56.5)           | 17.2 (63.0)           | 20.2 (68.4)           | 19.9 (67.8)           | 15.9 (60.6)           | 11.6 (52.9)           | 5.9 (42.6)            | 2.7 (36.9)            | 10.7 (51.3)           |
| 平均低温 °C（°F）     | −2.8 (27.0)           | −2.5 (27.5)           | 0.6 (33.1)            | 3.4 (38.1)            | 7.5 (45.5)            | 10.6 (51.1)           | 13.1 (55.6)           | 12.9 (55.2)           | 9.6 (49.3)            | 6.2 (43.2)            | 1.1 (34.0)            | −1.7 (28.9)           | 4.8 (40.6)            |
| 历史最低温 °C（°F）   | −19.1 (−2.4)          | −18.8 (−1.8)          | −13.9 (7.0)           | −6.3 (20.7)           | −3.2 (26.2)           | −0.8 (30.6)           | 3.4 (38.1)            | 3.4 (38.1)            | −0.4 (31.3)           | −5.3 (22.5)           | −11.2 (11.8)          | −15.6 (3.9)           | −19.1 (−2.4)          |
| 平均降水量 mm（）     | 51.9 (2.04)           | 45.1 (1.78)           | 50.1 (1.97)           | 61.2 (2.41)           | 68 (2.7)              | 61 (2.4)              | 46.8 (1.84)           | 51.9 (2.04)           | 69 (2.7)              | 85.8 (3.38)           | 69 (2.7)              | 66.7 (2.63)           | 726.5 (28.60)         |
| 月均日照時數          | 160.1                 | 178.8                 | 225.8                 | 208                   | 222.4                 | 263.9                 | 292.1                 | 268.7                 | 227.1                 | 181.1                 | 144.5                 | 138.6                 | 2,511.1               |
| 来源：infoclimat.fr   |                       |                       |                       |                       |                       |                       |                       |                       |                       |                       |                       |                       |                       |

## 行政区划
绍尔日的市镇编号为05040，邮政编号为05230。
在行政管理方面，绍尔日隶属于法国普罗旺斯-阿尔卑斯-蔚蓝海岸大区上阿尔卑斯省加普区；在地方选举方面，绍尔日是绍尔日县的中央投票站所在地，其市镇范围全境被划入上阿尔卑斯省第二选区；在社会管理方面，绍尔日是塞尔蓬松市镇公共社区的组成部分。
截至2023年1月，绍尔日市镇暂无城市敏感街区及城市政策优先街区。
法国国家统计与经济研究所（简称）在进行数据统计时，将绍尔日单独设为绍尔日城市核心区（Unité urbaine de Chorges），但未将核心区划入任何城市区（Aire urbaine）。自2020年起，绍尔日被划入包含73个市镇的加普城市辐射区。此外，还将绍尔日市镇整体看作一个“块区”（IRIS），以便于统计人口分布情况。

## 交通

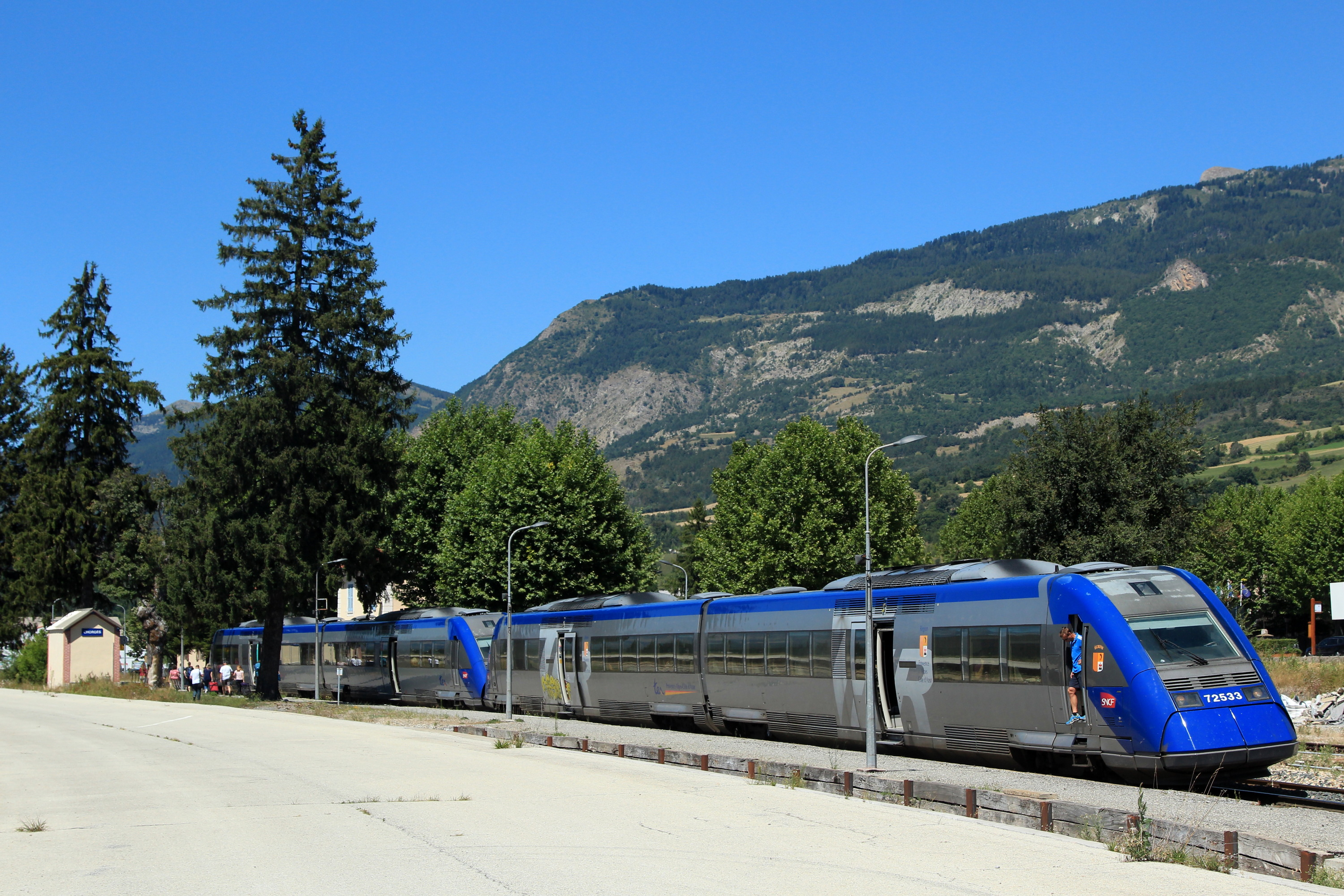
绍尔日火车站停靠的区域列车

### 公路
法国国道N94线和上阿尔卑斯省省道D3线、D9线、D203线和D614线在绍尔日境内交汇。普罗旺斯-阿尔卑斯-蔚蓝海岸大区下属的城际客运提供巴士线路，可前往加普、马赛、布里扬松等地。
| 马赛方向 | 26 |

| 加普 | 17 |

| 布里扬松 | 69 |

| 吉耶斯特尔 | 41 |

2019年，57.4%的绍尔日家庭拥有至少一辆私人汽车。2019年，绍尔日境内共发生各类交通事故2起，造成7人受伤。

### 铁路
绍尔日位于韦讷－布里扬松铁路上。绍尔日站位于市区西部，该站停靠往返于巴黎和布里扬松之间的夜班城际列车，并停靠布里扬松—瓦朗斯和布里扬松—马赛两条线路的区域列车。

### 航空
距离绍尔日最近的民用航空站为马赛普罗旺斯机场，距离绍尔日市中心的公路里程约187公里。

### 城市公共交通
截至2023年1月，绍尔日暂无城市公共交通系统。

## 政治

### 市政内阁
绍尔日的现任市长为克里斯蒂安·迪朗先生（Christian DURAND），他是一名无党派人士，在2020年的市政选举中获得了70.12%的支持率。
| 绍尔日历届市长 | 绍尔日历届市长                              | 绍尔日历届市长  |
| 任期           | 市长                                        | 党派            |
| -------------- | ------------------------------------------- | --------------- |
| 1944年－1945年 | Marcel GUIBAUD 马塞尔·居博                  | 不详            |
| 1945年－1947年 | Denis DIDIER 德尼·迪迪埃                    | 不详            |
| 1947年－1953年 | Guy DUPUY 居伊·迪皮                         | 不详            |
| 1953年－1959年 | Henri GELPY 亨利·热尔皮                     | 不详            |
| 1959年－1965年 | Antoine PODEVIGNE 安托万·波德维涅           | 不详            |
| 1965年－1971年 | Jacqueline BRANDI 雅克丽娜·布朗迪           | 不详            |
| 1971年－1983年 | Lucien GUIBAUD 吕西安·吉博                  | PCF法国共产党   |
| 1983年－2001年 | André ARNAUD 安德烈·阿尔诺                  | RPR保衛共和聯盟 |
| 2001年－2008年 | François FENNEBRESQUE 弗朗索瓦·方纳布雷斯克 | PS社会党        |
| 2008年－       | Christian DURAND 克里斯蒂安·迪朗            | 無黨籍          |

### 各级选举
| 绍尔日历届投票选举结果 | 绍尔日历届投票选举结果         | 绍尔日历届投票选举结果 | 绍尔日历届投票选举结果 | 绍尔日历届投票选举结果    | 绍尔日历届投票选举结果 | 绍尔日历届投票选举结果 | 绍尔日历届投票选举结果 | 绍尔日历届投票选举结果 | 绍尔日历届投票选举结果 |
| 选举项目               | 选举范围                       | 选区单位               | 选区单位内的选举结果   | 选区单位内的选举结果      | 选区单位内的选举结果   | 选区单位内的选举结果   | 选区单位内的选举结果   | 选区单位内的选举结果   | 参考资料               |
| 选举项目               | 选举范围                       | 选区单位               | 第一轮胜出者           | 第一轮胜出者              | 支持率                 | 第二轮胜出者           | 第二轮胜出者           | 支持率                 | 参考资料               |
| ---------------------- | ------------------------------ | ---------------------- | ---------------------- | ------------------------- | ---------------------- | ---------------------- | ---------------------- | ---------------------- | ---------------------- |
| 2017年法國總統選舉     | 法國                           | 市镇                   |                        | 玛丽娜·勒庞               | 24.83%                 |                        | 埃马纽埃尔·马克龙      | 57.02%                 | [ 29 ]                 |
| 2017年法国立法选举     | 上阿尔卑斯省第二选区           | 市镇                   |                        | 若埃尔·吉罗               | 39.9%                  |                        | 若埃尔·吉罗            | 67.32%                 | [ 29 ]                 |
| 2019年欧洲议会选举     | 法國                           | 市镇                   |                        | 若尔当·巴尔代拉           | 24.92%                 | （不适用）             | （不适用）             | （不适用）             | [ 31 ]                 |
| 2021年法国省级选举     | 上阿尔卑斯省                   | 县                     |                        | 若埃尔·博纳富 瓦莱丽·罗西 | 100%                   | （不适用）             | （不适用）             | （不适用）             | [ 32 ]                 |
| 2021年法国省级选举     | 上阿尔卑斯省                   | 市镇                   |                        | 若埃尔·博纳富 瓦莱丽·罗西 | 100%                   | （不适用）             | （不适用）             | （不适用）             | [ 32 ]                 |
| 2021年法国大区选举     | 普罗旺斯-阿尔卑斯-蔚蓝海岸大区 | 市镇                   |                        | 雷诺·米斯利耶             | 35.71%                 |                        | 雷诺·米斯利耶          | 61.88%                 | [ 33 ]                 |
| 2022年法国总统选举     | 法國                           | 市镇                   |                        | 玛丽娜·勒庞               | 26.76%                 |                        | 埃马纽埃尔·马克龙      | 50.44%                 | [ 29 ]                 |
| 2022年法国立法选举     | 上阿尔卑斯省第二选区           | 市镇                   |                        | 若埃尔·吉罗               | 36.57%                 |                        | 若埃尔·吉罗            | 57.64%                 | [ 29 ]                 |

## 人口
2019年，绍尔日市镇人口数量为3,061，在法国排名第3,637位。其中男性1,526人，女性1,535人，75岁及以上人口占8.3%，外籍人口数量为116人，人口密度为57人/平方公里，当地居民被称为（女性）。2020年，绍尔日境内出生20人，死亡人口23人。
| 绍尔日1901年－2020年人口变化情况 |
|                                  |
| 数据来源：Cassini、INSEE         |

## 经济
绍尔日是一个区域性的中心市镇。截止2023年1月，绍尔日市镇范围内共有各类用人单位（包含自雇）810家，平均历史为16年，其中99.49%为中小型企业（PME），2022年11月至2023年1月间，当地的经济活力指数为0.62%。（网络储存）、（房屋工程）及（办公用具）是当地2021年营业额最高的三个企业，分别为619,908欧元、474,929欧元和211,150欧元。

## 财政与居民收入
2021年，绍尔日的财政收入总额为3,442,270欧元，财政支出总额为3,220,500欧元，当年的债务总额为4,940,320欧元。2021年，绍尔日市镇通过增值税获得128,450欧元的收入，此外当地还共获得了621,730欧元的国家直接财政补助。
2020年，绍尔日的人均月收入总额为2,068欧元，其中高级职员为3,102欧元，低于法国平均水平（4,230欧元）；中级职员为2,328欧元，低于法国平均水平（2,411欧元）；普通职员为1,709欧元，亦低于法国平均水平（1,740欧元）。
2019年，绍尔日境内的贫困率为11%，青壮年（15至64岁）失业率为10.9%；当地53.2%的家庭拥有纳税资格，平均纳税2,013欧元，低于法国平均水平（3,910欧元）。

## 社会事务

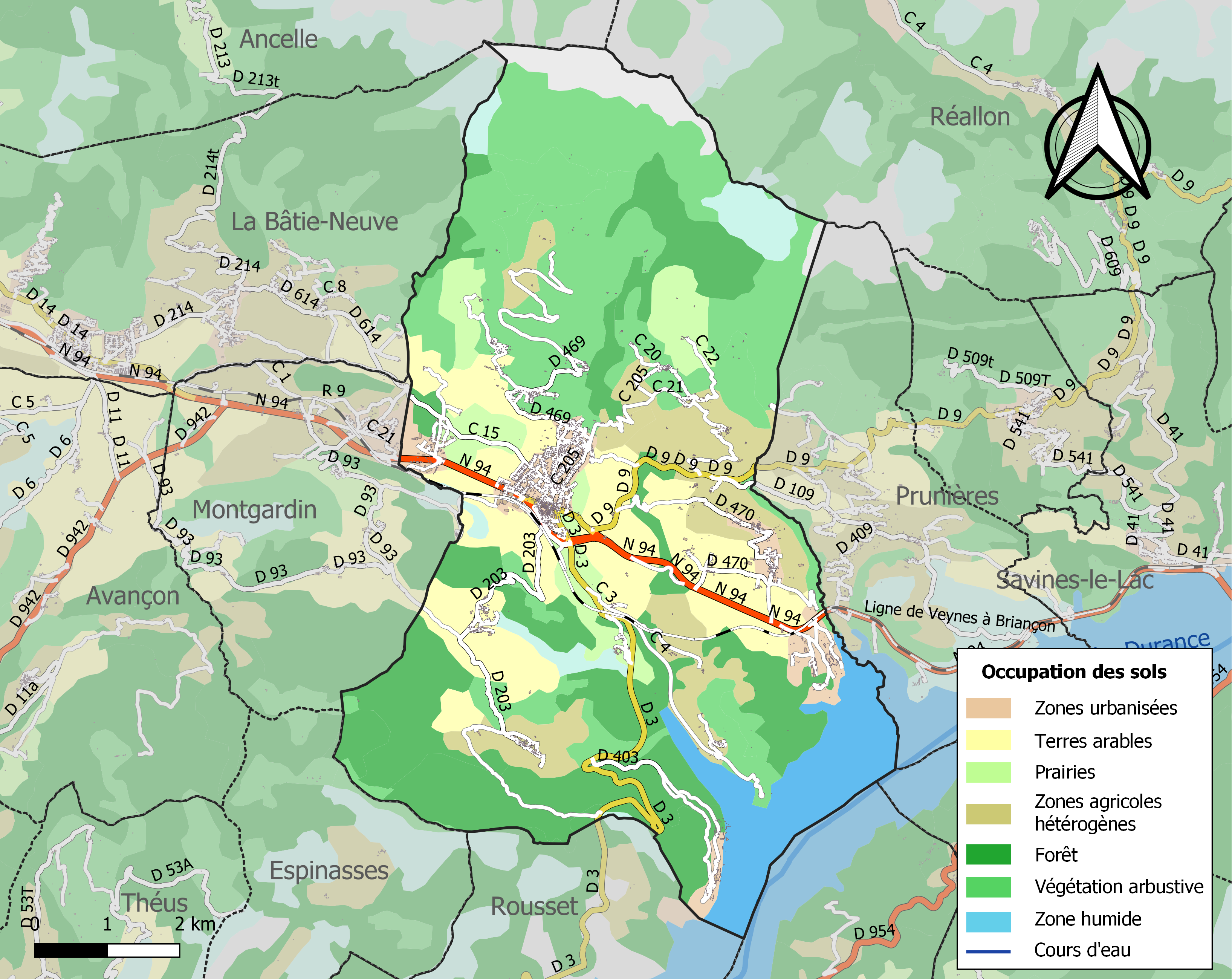
绍尔日土地利用情况地图

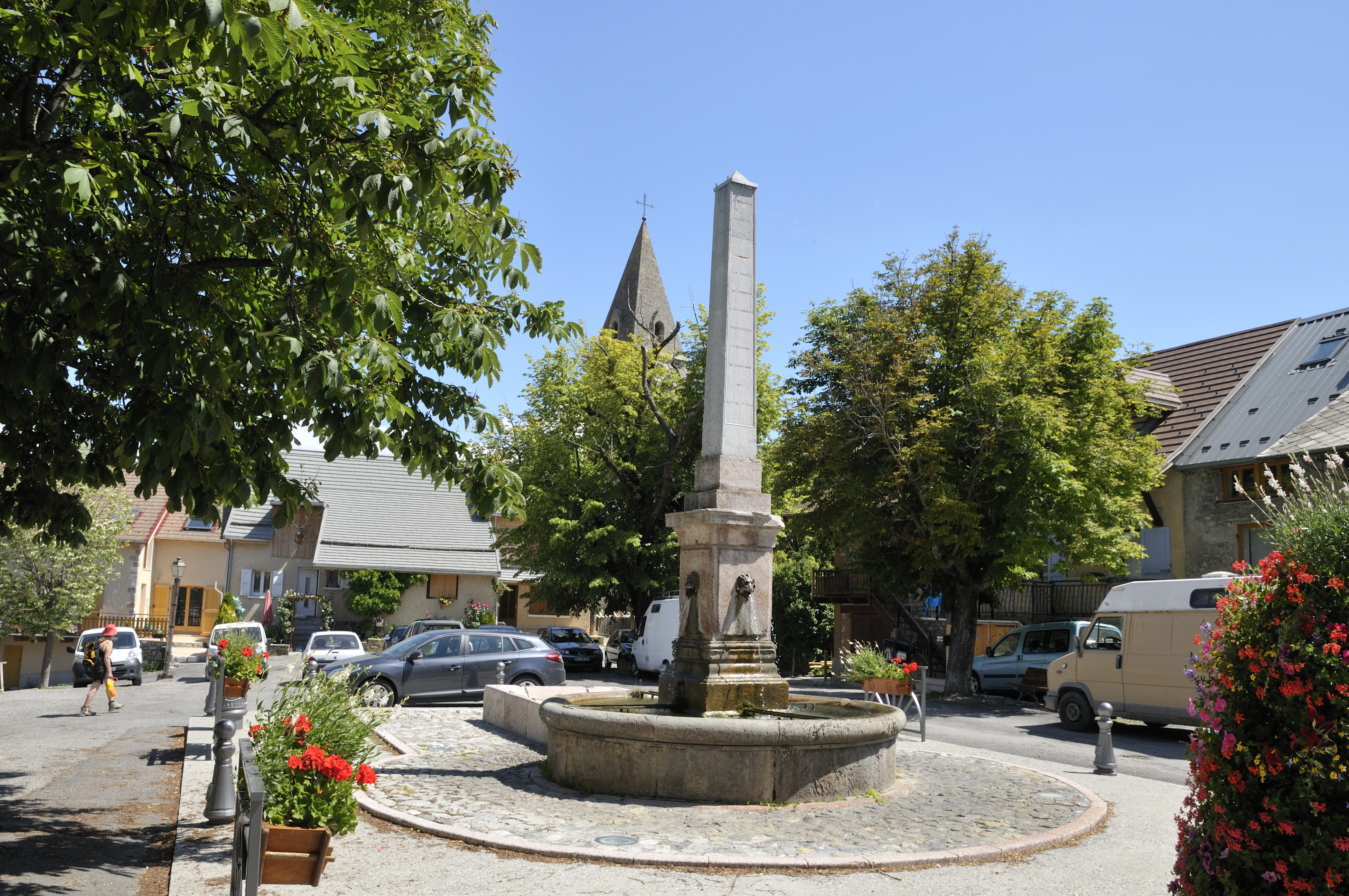
绍尔日镇中心的泉水广场

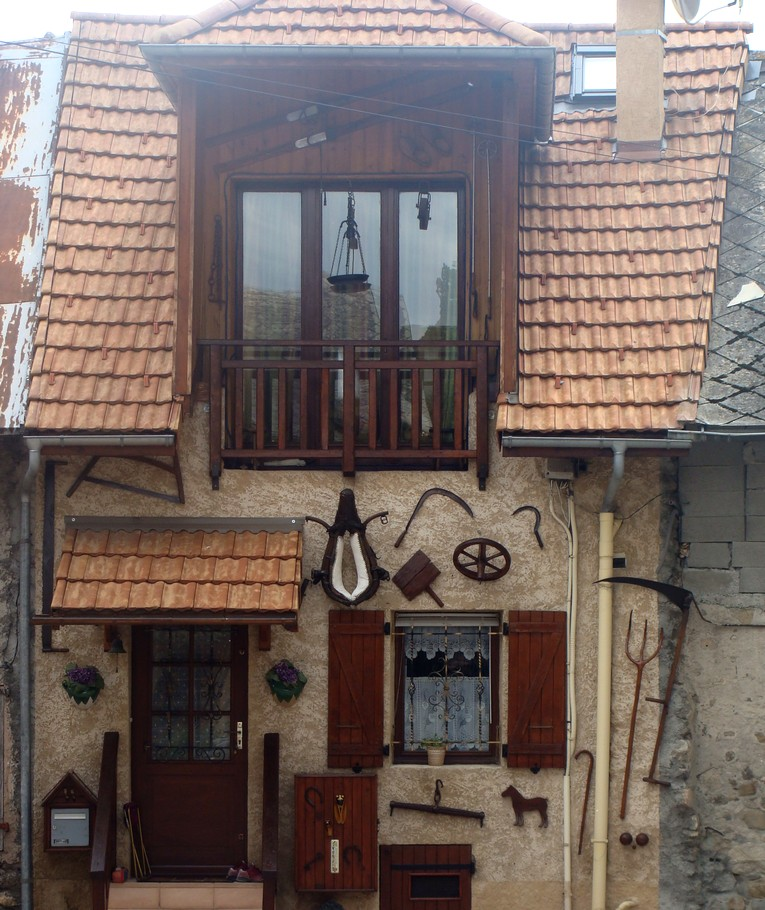
绍尔日的一处传统民居

### 教育
绍尔日属于艾克斯-马赛学区。截止2021年1月1日，绍尔日境内共有1所幼儿园和1所小学。

### 医疗
截止2021年1月1日，绍尔日境内共有全科医生16名、保健师8名、牙医2名、护士8名和助产士1名。境内共有药房1家。
距离绍尔日最近的区域性医疗机构为南阿尔卑斯市际中心医院（Centre hospitalier intercommunal des Alpes du sud）下属的加普病区（Site de Gap），后者距离绍尔日市区的正常车程约23分钟，该院设有床位424个，是该区域规模最大的公立综合性医院。

### 住房
2019年，绍尔日境内共有各类住房2,295套，其中58.0%为独立式居民区，37.8%为集中式居民区。常住房屋占绍尔日市镇范围内居民建筑总量的63.7%。
在住房保障政策方面，2021年，绍尔日境内共有232户家庭获得了住房经济补助，受益人数占总人口数量的7.6%，其中221份为房租补助。

### 商业
2021年，绍尔日境内共有各类实体商铺115家，其中餐厅18家、大型超市1家、杂货店2家、面包房4家、肉铺2家、装饰品店1家、银行门店1家、美容美发店5家、汽车维修店11家。市区西部建有一家Intermarché购物商场。

### 体育
2021年，绍尔日境内共有2家游泳池、4处网球场、1处足球或橄榄球场以及1处篮球或排球场。
截至2023年1月，前进足球俱乐部（Avance Football Club，编号551239）是绍尔日境内唯一的一家注册足球俱乐部，其主队2022至2023赛季参加上阿尔卑斯足球联赛（法国第十一级别），其主场为菲利克斯·迪奥克球场（Stade Félix Dioque）。

### 环境
绍尔日的环境事务由其所属的塞尔蓬松市镇公共社区联合各级政府协调负责。2021年，绍尔日境内暂无污染企业。

### 治安
2021年，绍尔日市镇范围内有1处宪兵队。
绍尔日及其附近的共111个市镇是加普国家宪兵队（zone gendarmerie de Gap）的管辖范围。2020年，该宪兵队累计记录各类案件1,643起，其中盗窃类案件691起，经济类案件238起，毒品交易类案件233起。

## 文化
2021年，绍尔日境内暂无任何文化设施。绍尔日市区建有多媒体中心，每周二、三、五、六向公众开放。

### 建筑
绍尔日境内有多处历史建筑，其中镇中心的圣维克多教堂是当地的地标性建筑物，自1862年起被列为法国国家文物保护单位。

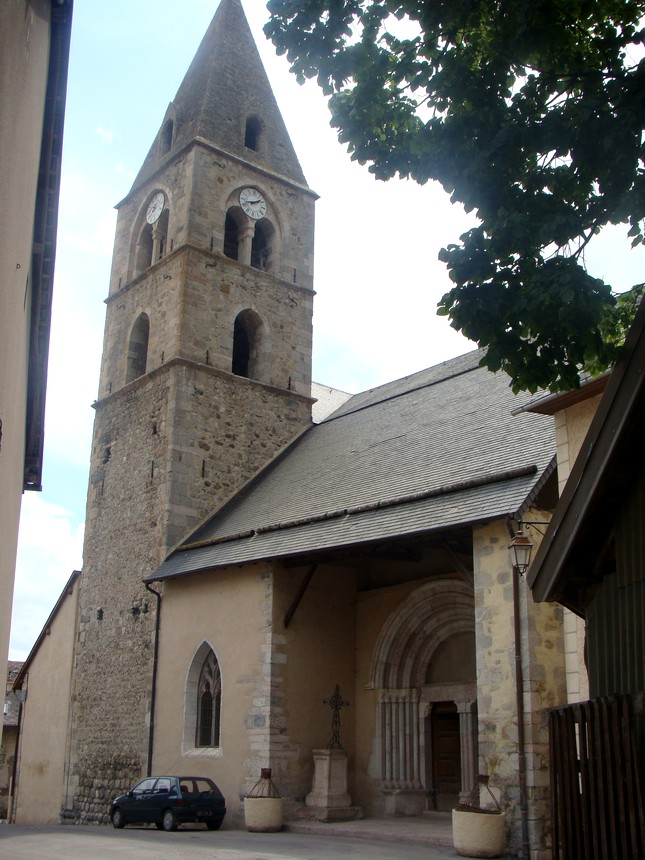
圣维克多教堂（法语：Église Saint-Victor de Chorges）
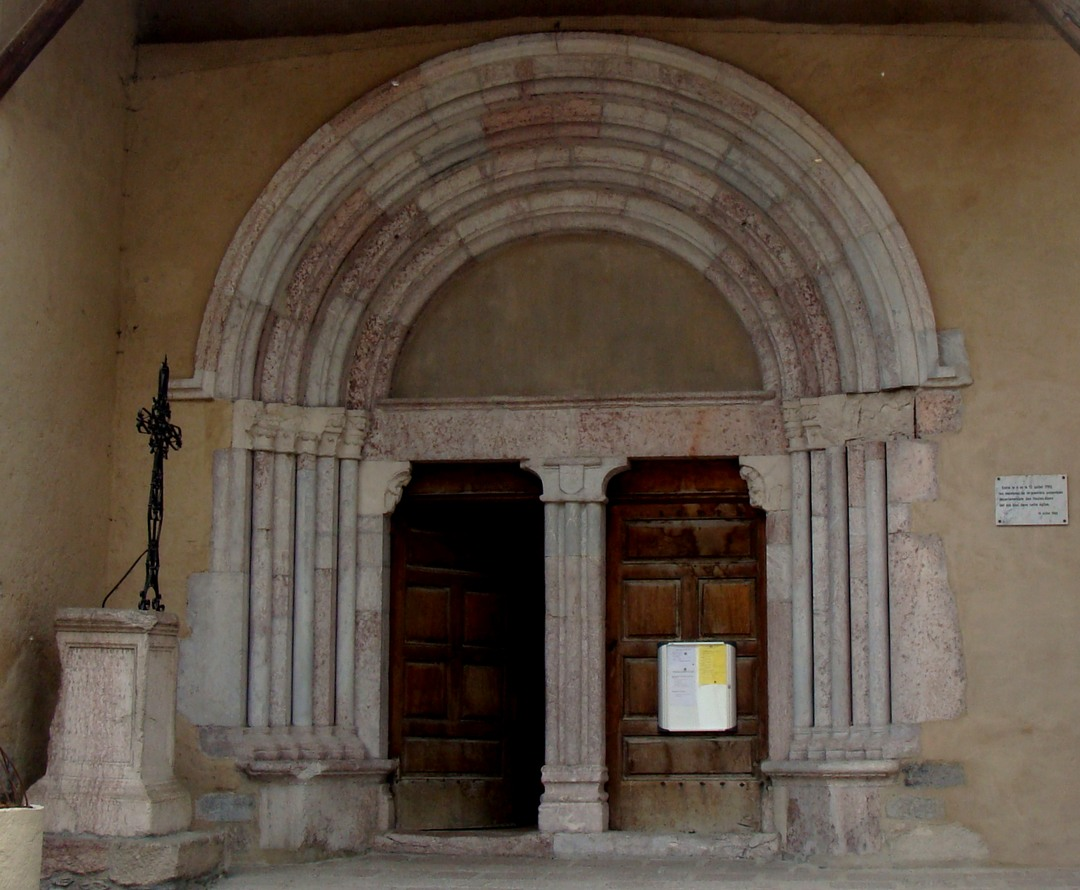
教堂拱门
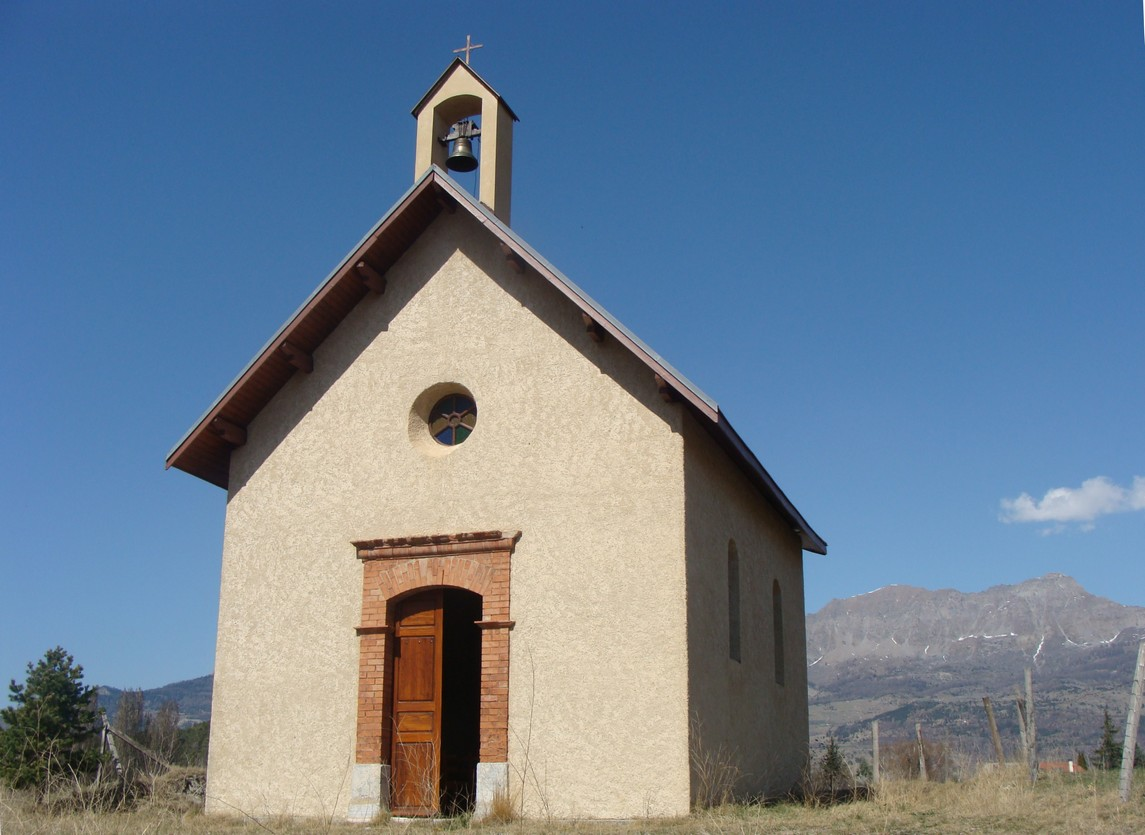
莱绍桑小教堂
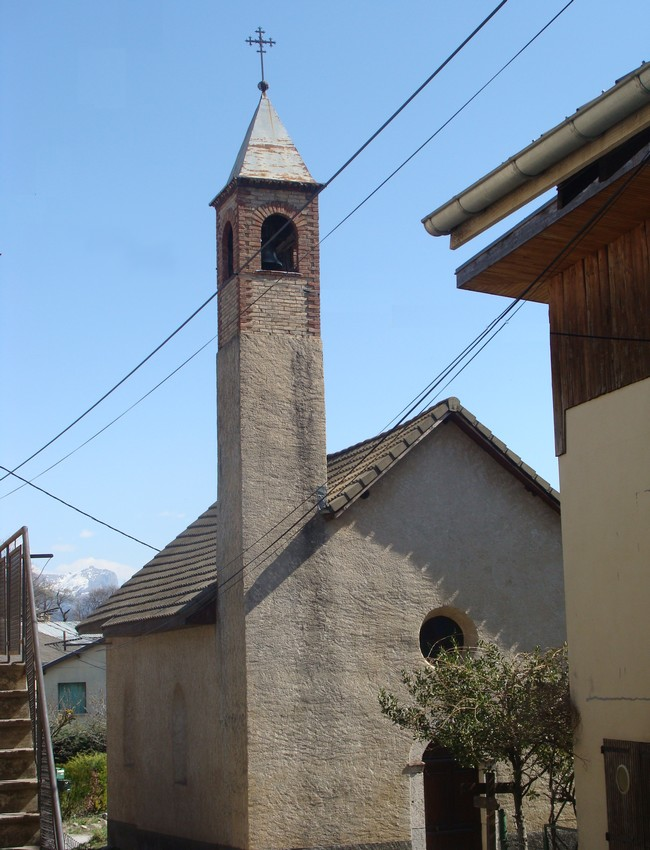
凡村钟楼
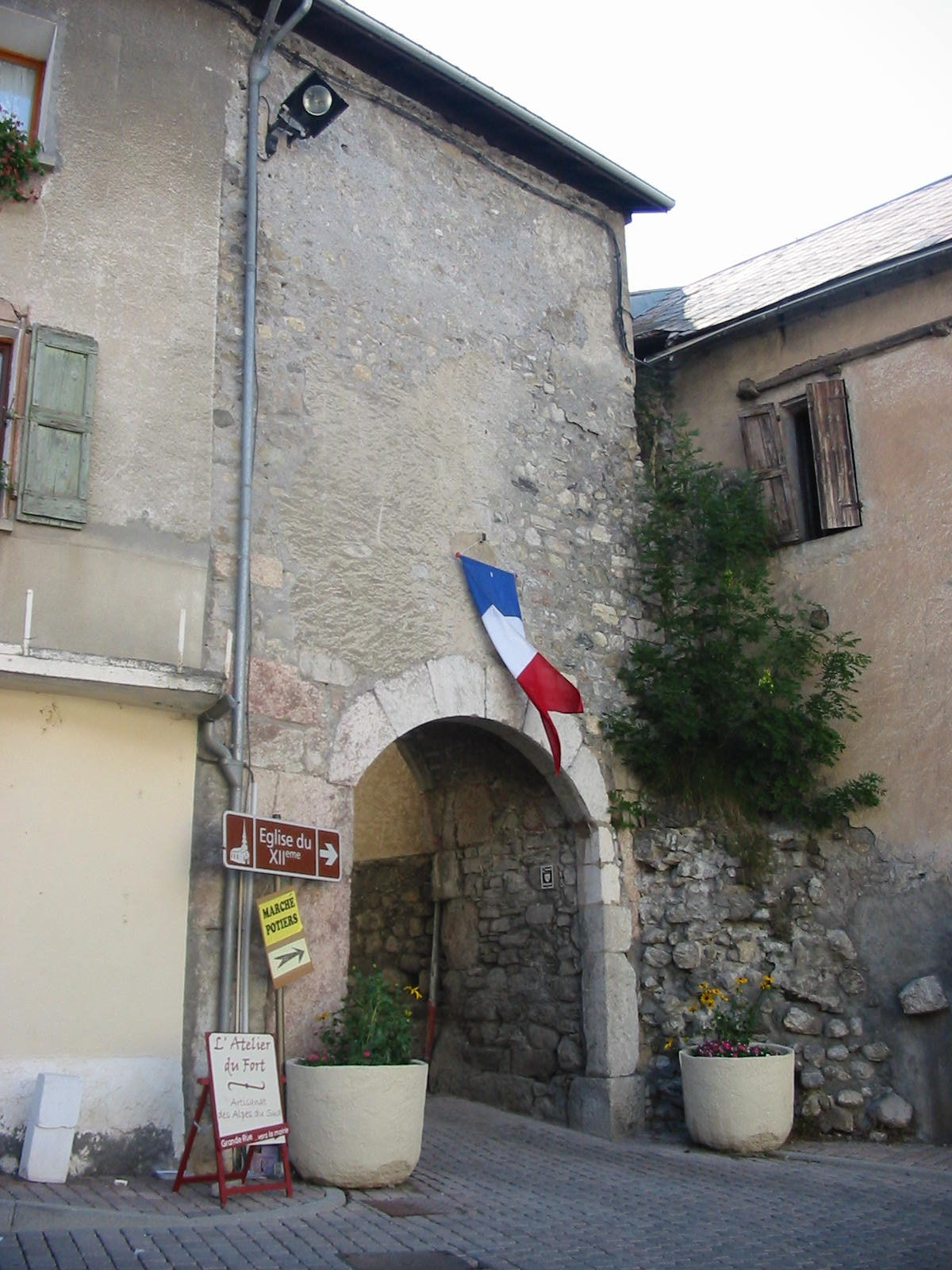
苏雄城门
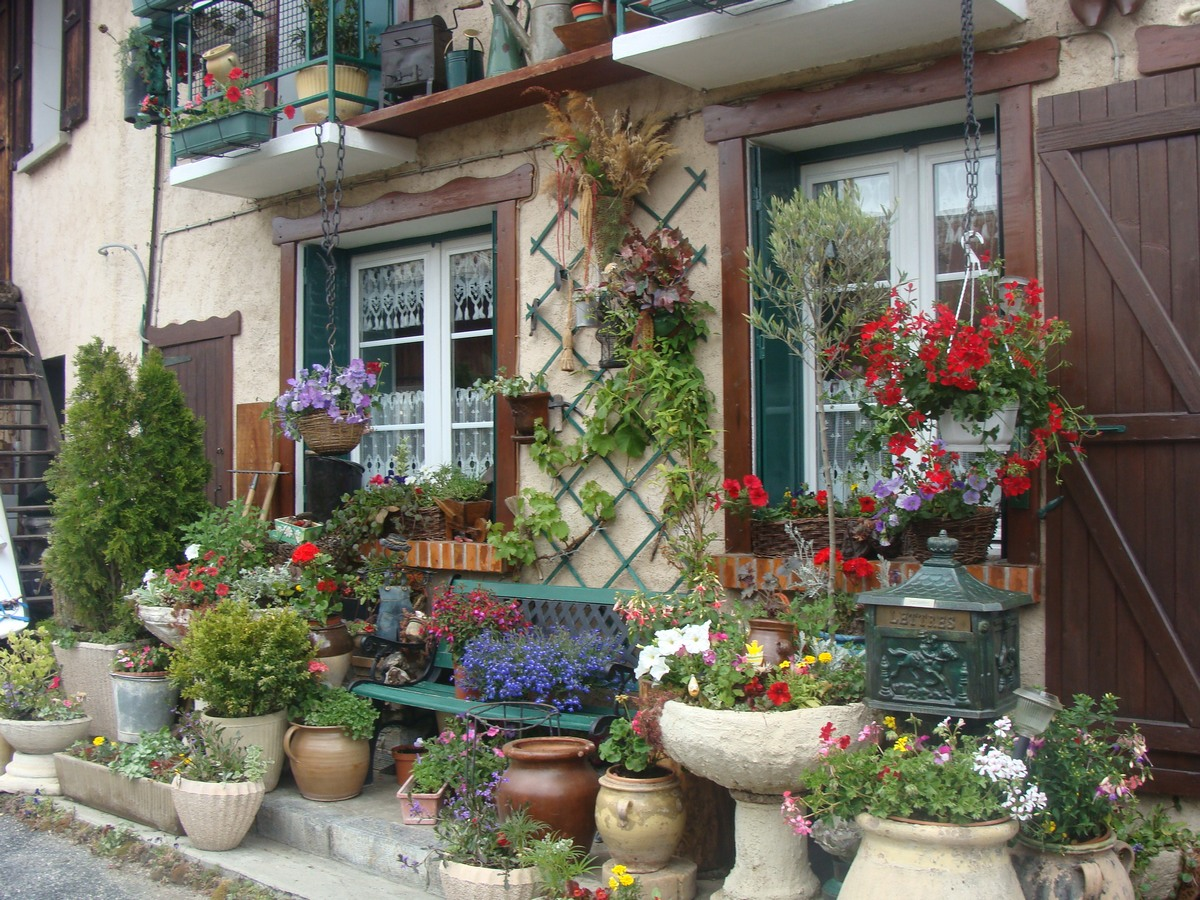
传统民居外墙
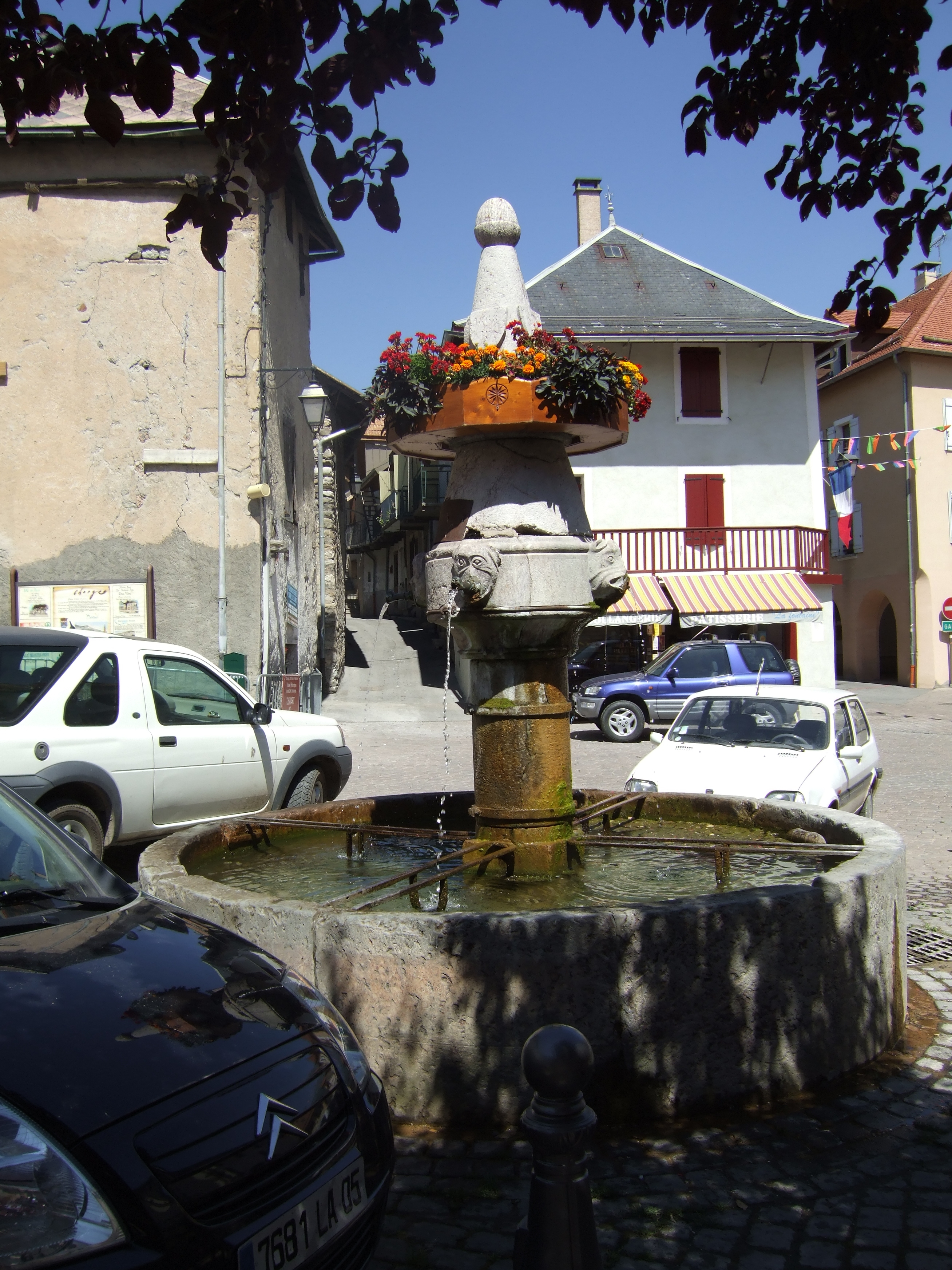
镇中心喷泉（法语：Fontaine de Chorges）
尚特卢布高架桥

### 旅游
绍尔日的旅游事务由其所属的塞尔蓬松市镇公共社区负责。2022年，绍尔日境内共有1家酒店共计39间房间；另有5个露营地，可容纳共374辆露营车。

### 媒体
法国主要的媒体均可在绍尔日接收，法国电视三台下属的普罗旺斯-阿尔卑斯-蔚蓝海岸大区频道在部分时段播出绍尔日所在上阿尔卑斯省的地方新闻。《普罗旺斯报》、阿尔卑斯第一广播、赞赞广播等是当地主要的地方性媒体。

## 友好城市
截至2023年1月，绍尔日共与一座城市互为友好城市关系：
- 義大利 布里凯拉西奥（1999年）[60]